# Facundo Mutis Durán
Facundo Mutis Durán (Bucaramanga, Provincia de Soto, República de la Nueva Granada, 11 de septiembre de 1852-Panamá, 20 de junio de 1913) fue un jurista y político colombiano que fungió dos veces como gobernador del departamento de Panamá (1898-1900 y 1903), en los últimos años de la unión de Panamá a Colombia.

## Biografía
Fue nombrado gobernador del departamento el 8 de octubre de 1898, sucediendo a Ricardo Arango, pocos días antes del inicio de la revolución que estalló en la Guerra de los Mil Días. Previniendo que la guerra civil llegaría pronto a Panamá, el 3 de enero de 1900 fue reemplazado por el general José María Campo Serrano, quien impuso un gobierno militar.
Tras el final de la guerra, Mutis Durán volvió a tomar el cargo de gobernador el 3 de enero de 1903, pero no pudo tener control sobre los militares quienes procedieron con el fusilamiento de Victoriano Lorenzo, la destrucción del periódico crítico El Lápiz y el intento de golpe del 25 de julio; hechos que causaron inquietud entre los panameños. Mutis Durán intentó conciliar con los miembros del Partido Liberal, principales derrotados en la guerra civil, pero estuvo fuera de su alcance. Fue reemplazado por José Domingo de Obaldía, el 20 de septiembre de 1903.
Luego de la separación de Panamá, fungió como asesor jurídico del Banco Nacional de Panamá. En 1904, Mutis Durán fue convocado por el presidente de Panamá Manuel Amador Guerrero para elaborar el Código Civil del nuevo país, labor que completó pero que no llegó a ser ejecutado. También fue magistrado de la Corte Suprema de Justicia en dos ocasiones (1904-1907 y 1912-1913).
Fue autor del ensayo biográfico Don Sinforoso Mutis, en homenaje a Sinforoso Mutis Consuegra publicado en 1912.
Puerto Mutis, ubicado en el distrito de Montijo, tomó ese nombre porque fue construido en 1898 durante su gestión como gobernador.